# Rønne
 For alternative betydninger, se Rønne (flertydig). (Se også artikler, som begynder med Rønne)
Rønne er den største by på Bornholm og kommunesæde for Bornholms Regionskommune. Byen har 13.759 indbyggere  (2024) og hører til Rønne Sogn, hvor Sankt Nicolai Kirke (Bornholm) er sognekirke. Foruden Folkekirken findes Pinsekirken, Baptistkirken og Jehovas Vidner i byen.
Rønne har mange vigtige funktioner: Bornholms Hospital, Campus Bornholm, forsyningsselskabet Bornholms Energi og Forsyning, avisen Bornholms Tidende, slagteriet og administrationsbygninger for regionskommunen.

## Trafik
Rønne er Bornholms vigtigste havneby mod vest i Østersøen. Der er indenlandsk færgeforbindelse til Køge, hurtigrute via Ystad i Sverige, samt udenlandsruter til Sassnitz i Tyskland og Swinoujscie i Polen. Køgeruten erstattede 1. oktober 2004 den gamle rute Rønne-København. Rønne Havn udvides for bedre robusthed i hårdt vejr, og som erhvervshavn. Omkring 50 krydstogtskibe anløber havnen om året.
Bornholms Lufthavn (Rønne Lufthavn) er nu den eneste på Bornholm. Den hører direkte under Statens Luftfartsvæsen. Lufthavnen er international med ruter til bl.a. Tyrkiet (Antalya) og Tyskland (Berlin); de internationale ruter kun i sommerhalvåret, mens lufthavnen er åben hele året for transport til København og Billund.

## Historie
Det er muligt at der allerede i Vikingetiden har ligget et fiskerleje ved den naturlige havn. I slutningen af det 13. århundrede blev grundstenen lagt til Skt. Nicolai Kirke: et kapel til ære for de søfarendes helgen Skt. Nicolai.
Rønne (gammel form Rothnæ, Rotnæby, Rotne, Rodne, Rødne) er en meget gammel by og var i middelalderen en ret anselig handelsplads. I 1277 kaldtes Vester Herred efter byen Rotne Herred.
I 1327 fik byen købstadsrettigheder. Det viser, at den var blevet Bornholms vigtigste og største by. Rønne var en vigtig brik i spillet om magten i Østersøen, hvorfor den jævnligt skiftede ejerskab mellem den danske konge, biskopper, tyske fyrster og Hansestæderne. Købmænd fra hansebyen Greifswald havde omkring år 1400 en handelsstation i byen.
I 1490 udstedte ærkebisp Jens Brostrup brev til indbyggerne i Rotne, som klagede over ægterne til Hammershus; de skulle fremtidig kun køre "efter gammel Sædvane"), og fra den nyere tid er de meget sparsomme. Den 29. maj 1502 udfærdigedes af kardinalerne i Rom 100 dages aflad for de bodfærdige, som besøgte byens kirke og gav noget til dens bygning og prydelse.
I 1525 blev Bornholm overgivet til lübeckerne som pant, fordi kongen ikke kunne betale, hvad han skyldte. Tyskerne udskrev skatter fra Hammershus og fik alle øens indtægter. Lübeckerne bragte en hel del handel med sig, og perioden var ikke ugunstig for Rønne, der kunne profitere af større markeder. I 1576 kom Bornholm tilbage til Den Danske Krone. Med en generel nedgang i østersøhandelen gik udviklingen i Rønne også noget i stå.

### Renæssancen
Byen fik 4. december 1562 kongelig tilladelse til at føre et byvåben med 3 hvide torsk i blåt felt, da byen "hidtil ikke har haft noget Vaaben, men har brugt et Segl, hvori der staar 3 Fisk".
Rønne Latinskole går tilbage til det 16. århundrede: i 1578 fik lensmanden på Bornholm befaling til at våge over, at skolemesteren i Rønne årligt fik 1 skilling af hver af øens indbyggere til hjælp til hans underholdning. Skolen var dog tidligere meget lille og hørte til de skoler, der ikke havde dimissionsret.
I 1600-tallet forfaldt Hammershus og Rønne blev militært og administrativt centrum. En del huse i Rønne er delvist bygget af sten fra Hammershus. Ved freden i Roskilde i 1658 blev Bornholm underlagt svenskerne, men bornholmske oprørere skød den svenske kommandant Johan Printzensskjold på Storegade i Rønne og tog de svenske styrker til fange. Bornholm vendte tilbage til Danmark.

### Under enevælden
Byen blev ramt af pesten i 1618, hvor 291 mennesker døde, og i 1654, hvor 304 døde, og af en ildebrand i 1666.
En større plan til udbygning af byens befæstning og volde blev planlagt i 1700-tallet, men senere droppet. Efter at en plan om at befæste byen var opgivet, blev der atter i 1744 taget fat på en befæstning, men den blev heller ikke til noget. Da havnen udvidedes i 1761, anlagdes der nord og syd for den to batterier til dens beskyttelse. En brand ramte byen den 23. juni 1760, da 27 gårde brændte.
Ifølge forordningen af 12. december 1806 indskrænkedes latinskolen til "middelskole",det vil sige, at disciplene skulde have den undervisning, der gaves i de fuldstændige skolers nederste klasser. Den 8. maj 1818 ophævedes atter denne bestemmelse, og skolen fik dimissionsret.
I Rønne var der 1816—20 et skolelærerseminarium, mens Laurits Andreas Hjorth var sognepræst her og selv var bestyrer af det.
Rønne Theater blev bygget i 1823. Teateret holder stadig til i de oprindelige bindingsværksbygninger.
Bornholms Avis blev grundlagt i byen i 1828.
Den 14. april 1852 omdannedes latinskolen til en højere realskole, som dog vedblivende var statsskole, hvori der gaves undervisning i latin og græsk, så at disciplene derfra kunne gå over til de lærde skolers afgangsklasser.
I slutningen af 1800-tallet dannede lærerne ved realskolen et privat artiumskursus med tilskud fra stat, amt og kommune, der styredes og betragtedes som en del af skolen (de første studenter dimitteredes 1885). Ved lov af 12. maj 1892 blev skolen atter lærd skole med dimissionsret. En tredjedel af eleverne var gratister.

### Den tidlige industrialisering
Rønnes befolkning var stigende i slutningen af 1800-tallet og begyndelsen af 1900-tallet: 4.717 i 1850, 5.239 i 1855, 5.435 i 1860, 5.505 i 1870, 6.471 i 1880, 8.281 i 1890, 9.292 i 1901, 9.142 i 1906 og 9.494 i 1911.
Af fabrikker og industrielle anlæg havde byen ved århundredeskiftet: 2 hvidtølsbryggerier (det ene anlagt 1862, det andet stiftet 1875 af et aktieselskab), 1 mineralvandsfabrik, 1 brændevinsbrænderi, 1 fællesmejeri, 1 andelsmejeri, 2 dampmøller (1 er aktieselskab, oprettet 1896), 3 møller, 1 andelssvineslagteri (opført 1890—91, udvidet 1897 til det dobbelte, så at det var beregnet til at slagte 24.000 svin, i forbindelse med et kreaturslagteri og et tarmrenseri), 1 klædefabrik (anlagt 1872), 2 større bygningsforretninger, 1 skibs- og bådebyggeri, 2 jernstøberier og maskinfabrikker (i alt over 120 arbejdere, begge under eet aktieselskab oprettet 1880; i 1895 påbegyndte jernstøberiet bygning af jernskibe), 3 stenhuggerier (i alt omtrent 180 arbejdere), der var sammensluttede til "De forenede Granitbrud og Stenhuggerier ved Rønne" (Aktieselskab, stiftet 1896), 7 fajancefabrikker (med i alt 70—80 arbejdere), 3 terrakottafabrikker (30 arbejdere), 3 pottemagerier, 3 teglværker (hvoraf det ene er et aktieselskab, oprettet 1890 som "Bornholmsk Lervarefabrik", fra 1891 kaldet "Danish Firebricks Company limited"), 1 cementfabrik, 1 garveri, 1 lakserøgeri og virksomhed for saltning og hermetisk tilberedning af sild, flere silderøgerier, 1 stentrykkeri, 4 bogtrykkerier, m.m.
Efter næringsveje fordeltes folkemængden 1890 i følgende grupper, omfattende både forsørgere og forsørgede: 492 levede af immateriel virksomhed, 3.928 af håndværk og industri, 1.042 af handel og omsætning, 690 af søfart, 322 af fiskeri, 248 af jordbrug, 45 af gartneri, mens 816 fordeltes på andre erhverv, 585 levede af deres midler, 108 nød almisse, og 5 var i fængsel. Ifølge en opgørelse i 1906 var indbyggertallet 9.142, heraf ernærede 516 sig ved immateriel virksomhed, 298 ved landbrug, skovbrug og mejeridrift, 189 ved fiskeri, 4.732 ved håndværk og industri, 1.106 ved handel med mere, 982 ved samfærdsel, 836 var aftægtsfolk, 279 levede af offentlig understøttelse og 204 af anden eller uangiven virksomhed.

### De Bornholmske Jernbaner
Rønne havde hovedstation og administration for De Bornholmske Jernbaner (DBJ). Den første og vigtigste strækning var Rønne-Nexø banen (1900-68), som havde 3 standsningssteder i byen: Rønne H, Rønne N og Rønne Ø.
Rønne H havde 2 perronspor og 1 læssespor, og som endestation havde den mange spor til værksted, drejeskive og rundremise for lokomotiverne, men også halvåbne vognskure, hvor det øvrige rullende materiel kunne stå under tag og være lidt beskyttet mod den salte luft. Den næste strækning Rønne-Allinge-Sandvig (1913-53) grenede fra ved Rønne N, som fra starten kun var et billetsalgssted, men nu blev Rønne Nordre Station udbygget til 3 spor, hvoraf 2 ved perron. Alle tog på Allingebanen kørte til og fra Rønne H. Da Gudhjembanen blev åbnet i 1916, blev Rønne Østre trinbræt opgraderet til billetsalgssted med et hus, der også var bolig for en baneformand. Her var omløbs-/læssespor samt sidespor til et teglværk.
Overfor Rønne H opførtes i 1913 DBJ's administrationsbygning, som nu huser det offentlige trafikselskab BAT's administration og drift. Rønne H er bevaret som restaurant på Munch Petersens Vej 3, Rønne N er revet ned og Rønne Ø er bevaret på Grønvangen 16. Fra Gartnervangen, hvor Rønne Nord lå, går den 2 km lange Østre Jernbanesti, der følger Nexøbanens tracé forbi Rønne Ø til Brovangen i den østlige ende af byen, og den 6 km lange Nordre Jernbanesti, der følger Allingebanens tracé til Nyker.

### Mellemkrigstiden
Gennem mellemkrigstiden var Rønnes indbyggertal jævnt voksende: i 1916 havde byen 9.629 indbyggere, i 1921 10.336 indbyggere, i 1925 10.518 indbyggere, i 1930 10.537 indbyggere, i 1935 10.898 indbyggere og i 1940 11.012 indbyggere. Nogen forstadsudvikling skete ikke.
Ved folketællingen i 1930 havde Rønne 10.537 indbyggere, heraf ernærede 714 sig ved immateriel virksomhed, 4.244 ved håndværk og industri, 1.387 ved handel mm, 1.273 ved samfærdsel, 409 ved landbrug, skovbrug og fiskeri, 832 ved husgerning, 1.578 var ude af erhverv og 100 havde ikke oplyst indkomstkilde.

### Besættelsen
Den tyske besættelse på Bornholm forløb nogenlunde fredeligt sammenlignet med det øvrige land. Både tyskerne og danskerne havde brug for ro på øen: Tyskerne havde her lytteposter til hemmelige forsøg med V1- og V2 bomber samt u-både, og den danske modstandsbevægelse brugte Bornholm til transporter til Sverige af flygtninge og efterretninger og den anden vej af våben og anden udrustning. Men befrielsen på Bornholm blev meget dramatisk: Øen var af stor betydning for tyskernes tilbagetrækning fra Østfronten, så den tyske kommandant Gerhard von Kamptz havde ordre til kun at overgive sig til de vest-allierede og ikke kapitulere til russerne. Da Tyskland overgav sig til Vestmagterne den 4. maj 1945, og det øvrige Danmark fejrede befrielsen, var der omkring 20.000 tyske soldater og civile på Bornholm. Rønne og Nexø blev bombet af russerne den 7. og 8. maj 1945. Det første bombardement kom uden varsel, og der omkom ti bornholmere og et ukendt antal tyskere og baltiske flygtninge. Næste dag var de to byer evakueret. Efter bombardementerne besatte russerne Bornholm den 9. maj 1945, og de forlod øen den 5. april 1946.
Bornholmerne modtog hjælp fra mange forskellige steder til genopbygningen af de to byer; bl.a. skænkede den svenske stat 300 træhuse, der står den dag i dag og er meget eftertragtede.
En af russernes betingelser for at forlade Bornholm var, at Danmark uden deltagelse af fremmede tropper var i stand til med egne styrker at besætte øen. Så forud for den russiske tilbagetrækning var der kommet danske militære enheder til øen. I første omgang blev de indkvarteret i teltlejre eller barakker, som tyskerne eller russerne havde efterladt.
Så lykkedes det Rønne Byråd at erhverve Store Almegård nord for byen, og 1946-1948 opbyggedes Almegårdslejren, som 1. april 1952 skiftede navn til Almegårds Kaserne efter at de sidste enheder "ovrefra" havde forladt den, og der kun var det nyoprettede Bornholms Værn tilbage.

### Efterkrigstiden
Efter 2. verdenskrig fortsatte Rønne sin befolkningsudvikling. I 1945 boede der 11.497 indbyggere i købstaden, i 1950 12.696 indbyggere, i 1955 13.160 indbyggere, i 1960 13.195 indbyggere og i 1965 13.216 indbyggere. Samtidig udviklede der sig to forstadsbebyggelser, Strandmarken og Søndermarken, i Knudsker Kommune.
| År                            | 1945   | 1950   | 1955   | 1960   | 1965   |
| ----------------------------- | ------ | ------ | ------ | ------ | ------ |
| Rønne købstad                 | 11.497 | 12.696 | 13.160 | 13.195 | 13.216 |
| Strandmarken                  | -      | 151    | 349    | 455    | 709    |
| Sandemandsgård (Søndermarken) | -      | -      | -      | 991    | 1.236  |
| Rønne med forstæder           | 11.497 | 12.847 | 13.509 | 14.641 | 15.161 |

### Rønne Kommune
Ved kommunalreformen i 1970 bortfaldt begrebet købstad, men Rønne blev kommunesæde for Rønne Kommune, der bestod af købstaden og Knudsker Sogn. Den var øens største i befolkningstal, men den mindste i areal (29,11 km²). Efter en folkeafstemning i 2001 blev Rønne Kommune ved årsskiftet 2002/03 lagt sammen med øens 4 andre kommuner og Bornholms Amt til Bornholms Regionskommune, der fungerede både som kommune og amtskommune til og med 2006. Også efter kommunalreformen i 2007, hvor den kom til at høre til Region Hovedstaden, beholdt den visse opgaver, som i resten af landet varetages af regionerne. Rønne Kommunes sidste borgmester Thomas Thors blev regionskommunens første borgmester.

### Befolkningstal
De seneste tyve år har befolkningstallet i Rønne været faldende:
- 1985 – 15.343
- 1995 – 15.220
- 1999 – 15.148
- 2006 – 14.043
- 2010 – 13.924
- 2014 - 13.568

Indbyggertal for byen:
- 1710: 1.447
- 1769: 2.058
- 1801: 2.436
- 1850: 4.717
- 1901: 9.292

## Seværdigheder
- Bornholms Museum
- Bornholms Forsvarsmuseum
- Erichsens Gård
- Karnaphuset
- Kastellet syd for byen
- Svenskehusene
- Skt. Nicolai Kirke
- Rønne Theater, Danmarks ældste fungerende teater
- Musikhuzet Bornholm, regionalt spillested
- De talrige lave bindingsværkshuse i byen og omegnen

## Venskabsbyer
- Kuressaare, Estland
- Mänttä, Finland
- Neustadt, Tyskland
- Wolgast, Tyskland
- Høyanger, Norge
- Darlowo, Polen
- Władysławowo, Polen
- San Marino, San Marino
- Karlshamn, Sverige
- Ronneby, Sverige
- Simrishamn, Sverige
- Sölvesborg, Sverige